# Rus (Sălaj)
Rus es una comuna ubicada en el distrito de Sălaj, Rumania.

## Superficie
Posee una superficie de 50,97 kilómetros cuadrados.

## Demografía
Hasta 2021 la población era de 909 habitantes, con una densidad de población de 17,83 habitantes por kilómetro cuadrado.